# Бонфон (Верхние Пиренеи)
Бонфо́н (фр. Bonnefont, окс. Bonahont) — коммуна во Франции, находится в регионе Юг-Пиренеи. Департамент — Верхние Пиренеи. Входит в состав кантона Три-сюр-Баиз. Округ коммуны — Тарб.
Код INSEE коммуны — 65095.

## География

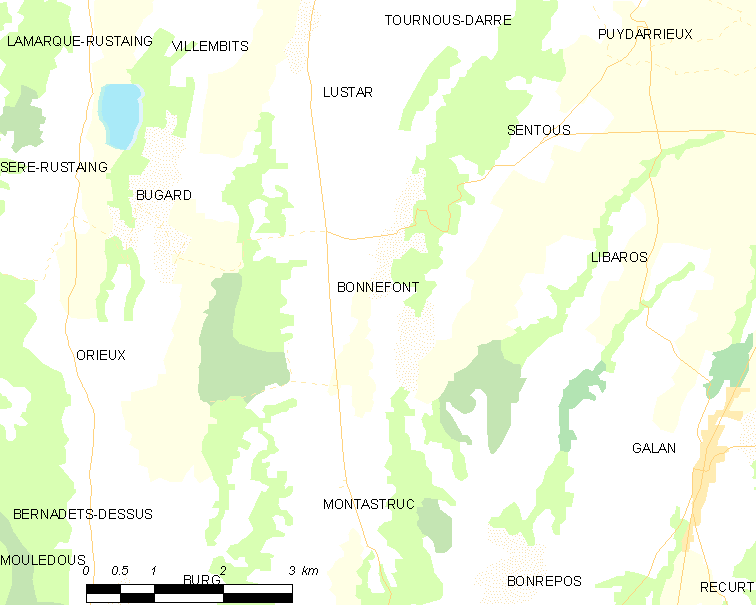
Карта коммуны

Коммуна расположена приблизительно в 650 км к югу от Парижа, в 100 км юго-западнее Тулузы, в 23 км к востоку от Тарба.
Коммуна расположена на плато Ланмезан. По территории коммуны протекают реки Баиз и Лизон.

## Климат
Климат умеренно-океанический с солнечной тёплой погодой и обильными осадками на протяжении практически всего года.

## Население
Население коммуны на 2010 год составляло 351 человек.
| 1962 | 1968 | 1975 | 1982 | 1990 | 1999 | 2010 |
| ---- | ---- | ---- | ---- | ---- | ---- | ---- |
| 505  | 463  | 422  | 313  | 358  | 313  | 351  |

## Администрация
| Период | Период | Фамилия                | Партия | Примечания |
| ------ | ------ | ---------------------- | ------ | ---------- |
| 1995   | 2001   | Франс Фуркад           |        |            |
| 2001   | 2020   | Анна-Мария Суказ-Брюзо |        |            |

## Экономика
В 2010 году среди 232 человек трудоспособного возраста (15-64 лет) 125 были экономически активными, 107 — неактивными (показатель активности — 53,9 %, в 1999 году было 49,8 %). Из 125 активных жителей работали 118 человек (58 мужчин и 60 женщин), безработных было 7 (4 мужчины и 3 женщины). Среди 107 неактивных 8 человек были учениками или студентами, 31 — пенсионерами, 68 были неактивными по другим причинам.